# Niels Gottschalk-Mazouz
Niels Gottschalk-Mazouz (* 3. Mai 1967; † 18. November 2019) war ein deutscher Philosoph und Physiker.

## Leben
Gottschalk-Mazouz studierte Physik, Philosophie und Wissenschaftsgeschichte in Berlin, Leipzig und Tübingen. Er arbeitete von 1997 bis 2008 an der Universität Stuttgart, wurde dort im Jahr 2000 mit einer Arbeit zur Diskursethik promoviert und im Jahr 2007 mit einer Arbeit zum Wissensbegriff habilitiert. Von 2008 bis 2012 leitete er eine Arbeitsgruppe zu wissenschaftstheoretischen Aspekten von Computersimulationen im Rahmen des Exzellenzclusters „Simulation Technology“ der Universität Stuttgart, seit 2008 war er Professor für Sozialphilosophie an der Universität Bayreuth und engagierte sich dort im Studiengang Philosophy & Economics.
Er arbeitete in verschiedenen, meist interdisziplinären Forschungsprojekten zu Gesundheit, Umwelt und IT und versuchte dort ethische und wissenschaftstheoretische Fragen zu klären. Seine Forschungsschwerpunkte lagen in den Bereichen der Wissenschaftsphilosophie, Technikphilosophie, Handlungstheorie, Ethik und Sozialphilosophie. Zuletzt interessierte er sich besonders für die Rolle von Modellen in der Ökonomik (vor allem im Vergleich zu den Naturwissenschaften), für die Charakterisierung personaler Autonomie in Abgrenzung zu sogenannten autonomen Maschinen, für die Zukunft der Privatsphäre im Informationszeitalter, sowie für deliberative Theorien der Politik und Ethik.

## Veröffentlichungen (Auswahl)
- Diskursethik. Theorien – Entwicklungen – Perspektiven, Berlin: Akademie-Verlag 2000.
- Zus. mit Christoph Hubig und Nadia Mazouz: Untersuchung zur Nachhaltigkeit der Kernenergienutzung, Bonn: Schriftenreihe Reaktorsicherheit und Strahlenschutz des Bundesministeriums für Umwelt, Naturschutz und Reaktorsicherheit 2002.
- Zus. mit Nadia Mazouz (Hg.): Nachhaltigkeit und Globaler Wandel. Integrative Forschung zwischen Normativität und Unsicherheit (mit Nadia Mazouz), Frankfurt/New York: Campus 2003.
- (Hg.) Perspektiven der Diskursethik, Würzburg: Königshausen & Neumann 2004.
- Zus. mit Günter Zurhorst: Krankheit und Gesundheit, Reihe „Philosophie und Psychologie im Dialog“, Göttingen: Vandenhoeck & Ruprecht 2008.